# Kapucineraber
Kapucineraber (Cebinae) er en gruppe af primater blandt vestaberne. Det er altædende, trælevende dyr, der lever i grupper. De deles i to slægter, Cebus og Sapajus, der adskiller sig fra hinanden ved, at arterne i den sidstnævnte har hårtop på hovedet. Navnet skyldes, at hovedets mørkt farvede overside skulle ligne kutten hos kapucinermunke.
Kapucineraber er udbredt i Mellem- og Sydamerika, så langt syd som det nordlige Argentina. I Costa Rica og Panama lever de oftest i skove i lavlandet på den caribiske kyst og i tørre løvskove på stillehavskysten.

## Beskrivelse
Kapucineraber er mellemstore primater. De måler 31 til 56 centimeter og dertil halen på 30 til 56 centimeter. Hunnerne er med en vægt på 2 til 3 kilogram tydeligt mindre end hannerne, der vejer 3 til 4 kilogram. Kroppen er slank, for- og bagben er omtrent lige lange. Fingrene er korte og tommelfingeren kan modstilles de øvrige fingre. Halen kan gribe, men har ikke samme følsomhed som hos edderkopaberne.

## Levevis
Det er territoriale dyr, der markerer territoriets kerneområde med urin og forsvarer det overfor indtrængende. Territoriets randzoner overlapper dog ofte med andre gruppers. Det kan være 80 til 300 hektar stort og gruppens medlemmer tilbagelægger hver dag mellem 1 og 3½ kilometer indenfor dette område.
Som noget usædvanligt for vestaber kan forskellige arter af kapucineraber leve i samme område (sympatrisk udbredelse), f.eks. lever Sapajus apella i nogle områder sammen med Cebus olivaceus og Cebus albifrons.
Blandt de naturlige fjender hører store rovfugle, katte og slanger.
Hos kapucineraber er brug af værktøj kendt: de anvender sten, for at udgrave rødder eller for at knække nødder.

### Social organisering
Kapucineraber lever i grupper på cirka 8 til 30 dyr, i gennemsnit 18 dyr. En gruppe består af flere voksne hanner og hunner samt deres fælles afkom. Hunner forbliver normalt i den gruppe, hvori de er født, mens hanner forlader gruppen, når de bliver kønsmodne og forsøger at tilslutte sig en anden gruppe.
Begge køn etablerer et hierarki, der blandt andet har betydning for adgangen til føde og retten til at parre sig. Den dominante han er centrum for gruppens opmærksomhed og leder gruppen i forhold til fødesøgning og bestemmer om gruppen skal hvile eller vandre. Alle hanner og andre hunner er underordnet den dominante hun.
Den gensidige pelspleje og et stort antal forskellige lyde tjener til kommunikation og styrkelse af det sociale sammenhold.

### Formering
Hvert andet år føder hunnen en unge efter en drægtighedsperiode på 150 til 180 dage. Denne klamrer sig først til morens mave, senere til hendes ryg. Fædrene tager sjældent del i opfostringen af ungerne, men det sker undertiden at andre hunlige gruppemedlemmer gør dette. Efter nogle måneder til over et år fravænnes ungen. I en alder af fire til fem år er den kønsmoden.

## Kapucineraber og mennesker
Kapucineraber er blandt de mest intelligente vestaber og holdes ofte i laboratorier. Ofte holdes de også som kæledyr. De fulgte ofte sammen med lirekassemænd og optrådte i forestillinger. I USA findes projekter, hvor man forsøger at uddanne kapucineraber til at hjælpe fysisk handicappede mennesker.
I naturen hører kapucineraber som oftest ikke til de truede arter på grund af deres tilpasningsevne og store udbredelsesområde. Undertiden jages de for deres kød eller fordi de plyndrer plantager. I nogle områder er de blevet sjældne på grund af ødelæggelse af deres levesteder. Især arter i det tætbefolkede nordøstlige og østlige Brasilien er truet på grund af ødelæggelse af deres levesteder.

## Slægter og arter
Underfamilien Cebinae deles i to slægter:
- Slægt Cebus
  - Cebus kaapori
  - Cebus olivaceus
  - Kapucinerabe (hvidhalset kapucinerabe), Cebus capucinus
  - Hvidpandet kapucinerabe, Cebus albifrons
- Slægt Sapajus
  - Sapajus libidinosus
  - Sapajus nigritus
  - Sapajus flavius
  - Gulbrystet kapucinerabe, Sapajus xanthosternos
  - Brunhovedet kapucinerabe, Sapajus apella